# Salvem el Botànic
La Coordinadora cívica Salvem el Botànic, Recuperem Ciutat, més coneguda com Salvem el Botànic, va ser una plataforma ciutadana sorgida a la ciutat de València el març de 1995. El seu objectiu fou la defensa del Jardí Botànic enfront de l'especulació urbanística. Durant els vint-i-dos anys de la seva existència, ha liderat tant mobilitzacions al carrer com denúncies i iniciatives en premsa, polítiques, administratives i judicials. El 19 de març de 2017, l'associació es va dissoldre en considerar s'han assolit els seus objectius.